# Tubarão-arlequim
O tubarão-arlequim (Hemitriakis complicofasciata), é uma rara espécie de tubarão tropical que pertence a mesma família do tubarão-leopardo (Triakidae). Na fase juvenil possui um padrão psicodélico em seu corpo, o que ajuda a se esconder entre os corais, já na fase adulta, seu corpo fica todo cinzento com o ventre branco. É uma espécie muito desejada por aquáristas por conta de seu padrão exótico da fase juvenil. O tubarão-arlequim é nativo das águas do nordeste do Oceano Pacífico, sendo encontrado nas Ilhas Ryukyu, no sul do Japão para Taiwan e Filipinas.